# Hesperophanes erosus
Hesperophanes erosus är en skalbaggsart som beskrevs av Charles Joseph Gahan 1894. Hesperophanes erosus ingår i släktet Hesperophanes och familjen långhorningar.
Artens utbredningsområde är Burma. Inga underarter finns listade i Catalogue of Life.